# Hypercompe cermelii
Hypercompe cermelii är en fjärilsart som beskrevs av Watson 1977. Hypercompe cermelii ingår i släktet Hypercompe och familjen björnspinnare. Inga underarter finns listade i Catalogue of Life.